# U4 (Berlijn)

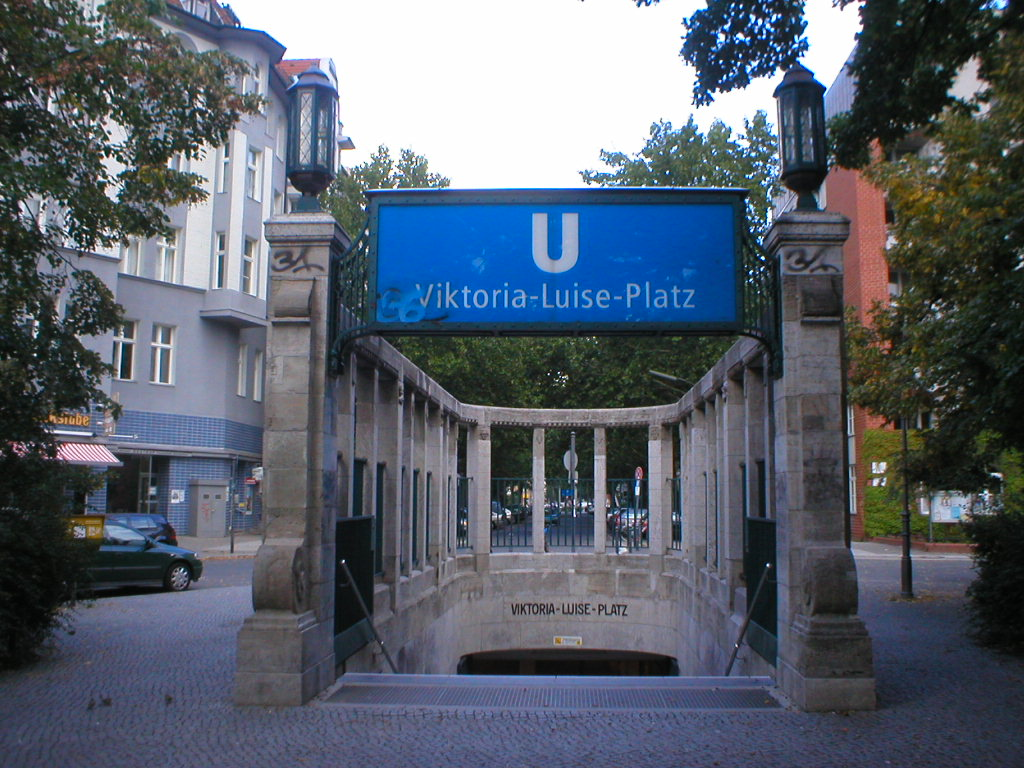
Ingang van station Viktoria-Luise-Platz

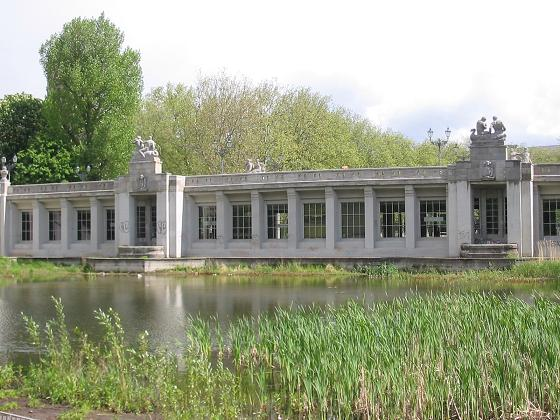
Carl-Zuckmayer-Brücke met station Rathaus Schöneberg in het Rudolph-Wilde-Park

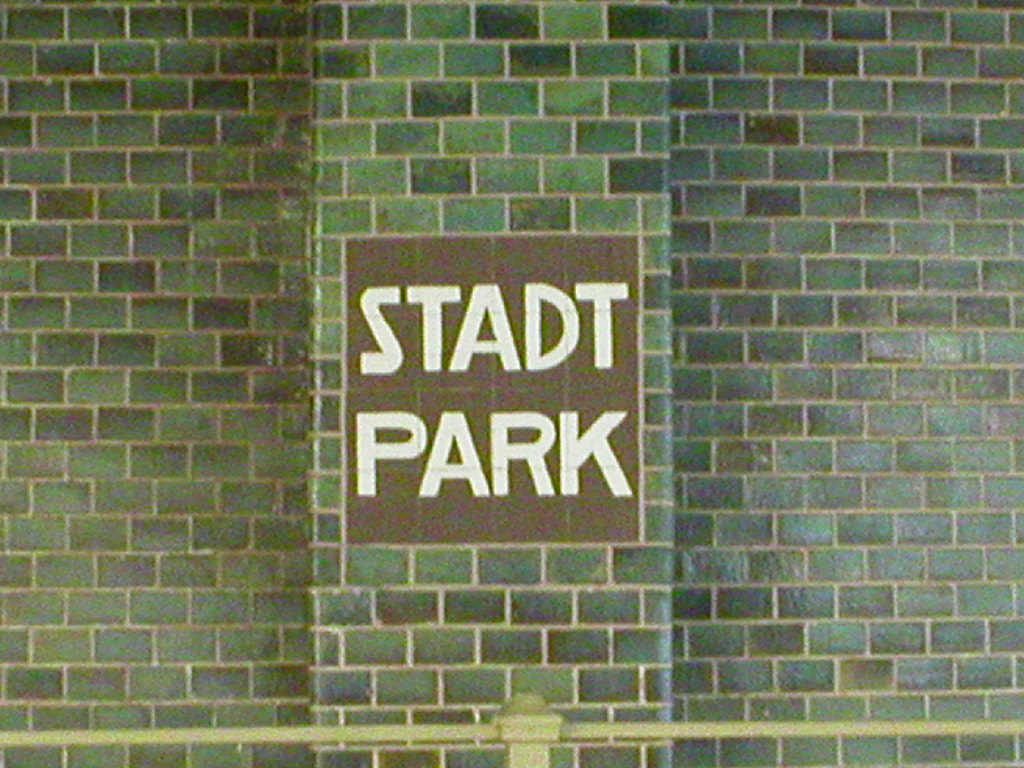
In station Rathaus Schöneberg zijn nog altijd borden met de oude naam te vinden.

De U4 is de kortste lijn van de metro van Berlijn (tussen 8 augustus 2009 en 4 december 2020 was de U55 dat, maar die is inmiddels opgegaan in de U5). De kleinprofiellijn ligt geheel in het stadsdeel Schöneberg en werd geopend op 1 december 1910. De U4 heeft een lengte van 2,9 kilometer, telt vijf stations en verbindt de Nollendorfplatz in het westelijke centrum met de Innsbrucker Platz, waar op de ringlijnen van de S-Bahn kan worden overgestapt. De reistijd over de gehele lijn bedraagt slechts zes minuten. De lijn was bij opening de trots van de nog zelfstandige stad Schöneberg, maar de verbinding heeft nog slechts een marginale betekenis.

## Geschiedenis
De stad Schöneberg kwam in 1903 met het plan een metrolijn op haar grondgebied aan te leggen. Er werden gesprekken gevoerd met de Hochbahngesellschaft, die tot dan toe alle Berlijnse metrolijnen gebouwd had, maar deze zag geen brood in het project. Het stadsbestuur nam daarom het heft in eigen hand en werkte plannen uit voor de eerste gemeentelijke metro in Duitsland.
De lijn werd geprojecteerd als aftakking van het stamtracé (nu U1/U2) naar de Hauptstraße in het zuiden van de stad. De plannen waren ambitieus, men hield bijvoorbeeld rekening met een latere noordelijke verlenging tot Weißensee. Eerst werden echter de stations Nollendorfplatz (nieuw ondergronds station naast het reeds bestaande viaductstaion), Viktoria-Luise-Platz, Bayerischer Platz, Stadtpark (nu Rathaus Schöneberg) en Hauptstraße (nu Innsbrucker Platz) gebouwd.
De werkzaamheden begonnen op 8 december 1908. Omdat men een toekomstige rechtstreekse verbinding met de rest van het net voorzag werd de lijn volledig aangepast aan de standaarden van de reeds bestaande metrolijnen. Er werd vanaf de Nollendorfplatz in zuidwestelijke richting een tunnel gegraven onder de Motzstraße tot aan de Viktoria-Luise-Platz, om vervolgens na een scherpe bocht naar het zuiden onder de Münchener Straße uit te komen. Na deze enkele honderden meters gevolgd te hebben schuift het tracé door een s-bocht één straat naar het westen op en loopt de lijn via de Heilbronner Straße naar de Bayerischer Platz. Vandaar volgt de tunnel de Innsbrucker Straße tot aan het eindpunt. Tegelijkertijd met de bouw van de metrolijn legde men het Rudolph-Wilde-Park aan, dat toentertijd net als het zich er bevindende station Stadtpark heette. Het park ontstond op de plaats van een drooggelegd veenmeer en ligt daardoor een stuk lager dan het omliggende gebied. De metrolijn doorkruist het park echter op hetzelfde niveau als voorheen en komt dus even bovengronds. De sporen en station Stadtpark werden ondergebracht in een stenen dam met grote ramen aan beide zijden. Het dak van deze Carl-Zuckmayer-Brücke werd als voetgangerspromenade ingericht.
Na een bouwtijd van slechts twee jaar kon de lijn op 1 december 1910 in gebruik genomen worden. De openingsceremonie had een sober karakter, omdat de voornaamste pleitbezorger van de Schönebergse metro, burgemeester Rudolph Wilde, een maand eerder overleden was.
Aangezien de lijn (nog) volledig gescheiden was van de rest van het metronet moesten er eigen treinen besteld worden en werd er ten zuiden van station Hauptstraße een kleine werkplaats ingericht. De enige aansluiting op de andere metrolijnen bestond uit een overdekte verbinding voor voetgangers tussen de beide stations Nollendorfplatz. Overigens werd de exploitatie van de lijn, ondanks dat de stad Schöneberg eigenaar was, gegund aan de Hochbahngesellschaft, waarmee tevens een tariefunie was gevormd. Reizigers merkten dus nauwelijks iets van de aparte status van de Schönebergse lijn. Bij de vorming van Groot-Berlijn in 1920 verloor Schöneberg zijn zelfstandigheid en negen jaar later werd het gehele stedelijke openbaar vervoer in de Duitse hoofdstad onder het beheer van één bedrijf, de BVG, gebracht.
Vanaf 1915 werd onder de Nollendorfplatz een nieuw station gebouwd voor zowel de Schönebergse lijn als een parallel aan de bestaande viaductlijn geprojecteerd "ontlastingstracé" onder de Kurfürstenstraße. Op 24 oktober 1926 werd het twee etages tellende station geopend en was de lijn naar de Hauptstraße niet langer geïsoleerd van de rest van het net. Treinen vanaf de Hauptstraße gingen nu ook doorrijden naar de Warschauer Straße, vanaf 1961 werd de dienst vanwege veranderingen in de reizigersstroom echter weer tot het oorspronkelijke traject beperkt.

### Lijnkleuren en nummering
Omdat de huidige U4 na de ingebruikname van het paralleltracé onder de Kurfürstenstraße een echte aftakking van het stamtracé was geworden kreeg de lijn, net als de andere lijnen naar Warschauer Straße, de kleur groen van de huidige U1. Tot 1966 droeg de lijn de aanduiding BI. Bij de invoering van een nieuw nummeringssysteem in het genoemde jaar kreeg de lijn het nummer 4. Tot 1972 werd de lijn op kaarten aangeduid in de kleur blauw; een jaar lang werd lijn 4 vervolgens in felgeel weergeven. In 1973 kreeg de lijn zijn huidige okergele kleur.

## Dienstuitvoering
Vanwege het geringe aantal reizigers wordt de dienst op de U4 uitgevoerd met uit slechts twee rijtuigen bestaande treinen. Gedurende het grootste deel van dag rijdt er per richting elke tien minuten een trein. Op de U4 is er, in tegenstelling tot andere Berlijnse metrolijnen, geen nachtdienst in de nachten van vrijdag op zaterdag en zaterdag op zondag.
| Traject                             | Treinopvolging | Treinopvolging | Treinopvolging    |
| Traject                             | Spits          | Overdag        | Avonden en zondag |
| ----------------------------------- | -------------- | -------------- | ----------------- |
| Nollendorfplatz ↔ Innsbrucker Platz | 5 minuten      | 10 minuten     | 15-20 minuten     |

## Uitbreidingsplannen
Van de oorspronkelijke plannen tot verlenging van de Schönebergse metrolijn is niets uitgevoerd. Een verlenging naar het zuiden is uiterst gecompliceerd geworden door een in 1977 aangelegde autotunnel direct achter het eindpunt Innsbrucker Platz. Het enige wat van uitbreidingsprojecten naar het noorden is overgebleven is een korte verlenging tot de Lützowplatz of de Magdeburger Platz, waar een aansluiting op de geplande lijn U10 gerealiseerd zou worden. Aangezien de bouw van die lijn voorlopig nog niet te verwachten is, zal ook deze verlenging van de U4 pas op de lange termijn daadwerkelijk uitgevoerd worden.